# Сирахама, Алексис Мицуру
Алексис Мицуру Сирахама (20 мая 1962 года, Камигото, Япония) — католический прелат, шестой епископ Хиросимы с 28 июня 2016 года.

## Биография
В 1986 году окончил философский факультет токийского университета Кэйо. В 1990 году получил степень бакалавра богословия в семинарии Святого Суплиция в Фукуоке 19 марта 1990 года рукоположён в священники для служения в архиепархии Нагасаки. В последующие годы обучался в Парижском католическом институте, где изучал литургическое богословие. В 1993 году вступил в священническое Общество Святого Суплиция.
Преподавал в семинарии Святого Суплиция в Фукуоке (1995—2008), с 1995 года — член литургической комиссии Конференции католических епископов Японии, преподаватель литургики и сакраментального богословия. С 2012 года — ректор Католической семинарии Японии.
28 июня 2016 года римский папа Франциск назначил его епископом Хиросимы. 16 июля 2018 года в Соборе Наборито состоялось его рукоположение в епископы, которое совершил архиархиепископ Осаки, кардинал Томас Акино Манъё Маэда в сослужении с архиепископом Нагасаки Иосифом Мицуаки Таками и епископом Киото Павлом Ёсинао Оцукой.